# Antarctopelta
Antarctopelta ("antarktički štit") bio je rod ankilosaura s jednom jedinom poznatom vrstom, A. oliveroi, koja je nastanjivala današnju Antarktiku tijekom perioda kasne krede. Bila je srednje veliki ankilosaur i nije dosezala duljinu veću od 4 metra. Imala je osobine dvije različite porodice ankilosaura, što je zakompliciralo njezinu klasifikaciju. Jedini poznati primjerak otkriven je na James Rossovom otoku 1986. godine. To su bili prvi ostaci dinosaura otkriveni na Antarktici, ali je Antarctopelta bila tek drugi antarktički dinosaur koji je dobio službeni naziv.

## Opis i klasifikacija
Kao i ostali ankilosauri, Antarctopelta oliveroi je bio zdepast četveronožni biljojed, koji je bio zaštićen osteodermima. Iako nije pronađen potpun kostur, procjenjuje se da je dosezala duljinu od 4 metra od njuške do kraja repa. Pronađen je samo mali dio lubanje, ali svi djelići lubanje bili su teško oklopljeni. Jedna kost, poznata kao supraorbitalna, imala je kratku bodlju koja bi stršila prema van preko oka. Njezini zubi u obliku lista bili su asimetrični i proporcionalno široki u odnosu na zube drugih ankilosaura, a najveći su imali poprečnu širinu od 10 mm. Za usporedbu, mnogo veći sjevernoamerički rod Euoplocephalus, dug 6–7 m, imao je zube široke 7,5 mm.
Pronađeni su kralješci iz drugih dijelova repa. Iako vrh repa nije pronađen, pronađeni su neki manji kralješci koji su se nalazili pri kraj repa i bili povezani s okoštalim tetivama na gornjim i donjim stranama. Te su tetive od ankilosaurida predstavljale strukturno pojačanje kraja repa kako bi mogao nositi veliku, koštanu toljagu. Ako je Antarctopelta imala takvu toljagu, ona se tek mora pronaći. Uz ostatke kostura očuvano je šest vrsta osteoderma, ali vrlo ih je malo bilo vezano za kostur, pa je njihovo mjesto na tijelu spekulativno. U njih spada i osnova velike bodlje. Ravne i duguljaste ploče podsjećale su na one koje su štitile vrat nodosaurida Edmontonia rugosidens. Velike kružne ploče povezane s manjim, mnogokutnim pločama možda su formirale štit iznad kukova kao kod roda Sauropelta. Jedan drugi tip osteoderma imao je ovalan oblik s grbom koja se protezala po sredini. Nekoliko osteoderma petog tipa pronađeno je na rebrima, što ukazuje na to da su se nalazili sa strane tijela, što je vrlo često među ankilosaurima. Posljednja skupina uglavnom se sastojala od malenih koštanih kvržica koje su vjerojatno bile raštrkane po tijelu. Postojalo je i nekoliko rebara s takvim kvržicama pričvršćenim na sebi.
Antarctopelta ima nekoliko zajedničkih osobina s nodosauridima, uglavnom po pitanju zuba i oklopa, ali je njezin rep (koji je možda imao toljagu na kraju) mnogo sličniji repu ankilosaurida. Taj skup osobina otežava njezino svrstavanje u određenu porodicu. Svrstava se kao Ankylosauria incertae sedis, ali nikada nije podvrgnuta filogenetičkoj analizi. Nova filogenetička analiza koju su 2011. proveli Thompson et al. ukazuje na to da je Antarctopelta najprimitivniji nodosaurid.

## Otkriće i naziv
Holotipni, tj. prvi otkriveni primjerak, ujedno je i jedini poznati primjer za ovaj rod i vrstu, a bio je i prvi fosil dinosaura pronađen na Antarktici. Sastoji se od tri izolirana zuba, dijela donje čeljusti s još jednim zubom in situ, nekoliko djelića lubanje, kralježaka (iz predjela vrata, leđa, kukovlja i repa), nepotpune kosti udova (lopatica, os ilii i bedrena kost), kosti nožnih prstiju i raznih dijelova štita. Taj je primjerak u siječnju 1986. lociran na James Rossovom otoku na antarktičkom poluotoku. Otkrili su ga argentinski geolozi Eduardo Olivero i Roberto Scasso, ali zbog zaleđenog tla i nepogodnih vremenskih okolnosti iskopavanje je završeno tek nakon jednog desetljeća. Ostaci su tijekom nekoliko sezona pronađeni na području od 6 kvadratnih metara, ali se ipak smatra da su pripadali jednoj jedinci. Većina kostura je loše očuvana jer su kosti najbliže površini više godina uništavane djelovanjem leda.
Iako su ostaci bili poznati već desetljećima i napisane tri objave o njima, Antarctopelta oliveroi nije dobila naziv sve do 2006. godine, kad su joj naziv dali argentinski paleontolozi Leonardo Salgado i Zulma Gasparini. Ona je tako postala drugi imenovani rod dinosaura pronađen na Antarktici, nakon Cryolophosaurusa (1993.), iako je otkrivena prije njega. Naziv roda odnosi se na lokaciju otkrića (tj. kontinent Antarktiku) i na njen oklop. Antarktika je dobila naziv prema grčkom αντ/ant- ("suprotno od") i αρκτος/arktos ("medvjed", odnosi se na zviježđe velikog medvjeda koje je usmjereno prema sjeveru). Grčka riječ πελτη/pelte ("štit") često se koristi u nazivima rodova ankilosaura (npr. Cedarpelta i Sauropelta). Jedina poznata vrsta, A. oliveroi, dobila je naziv prema Eduardu Oliverou koji je otkrio holotipni primjerak, prvi put ga spomenuo u pisanoj formi i radio na Antarktici desetljećima.
Raniji radovi ukazuju na to da je jedinka s otoka James Ross bila mladunac,ali novija su istraživanja pokazala da su različiti dijelovi kralježaka međusobno sasvim spojeni, a kod mladunaca bi postojali vidljivi šavovi između luka i tijela kralješka. Prethodna histološka analiza nekoliko kostiju pokazala je razinu okoštavanja kostiju koji ne bi postojao kod nedavno formiranih kostiju.

## Stanište
Holotipni primjerak pronađen je oko 90 m daleko od osnove člana Gamma formacije Santa Marta na Antarktici. Taj je član nastao je u plitkom morskom staništu i u njemu su također očuvani zubi morskih pasa, ostaci mosasaura Lakumasaurusa, amonita, školjkaša i puževa. Fosili pokazatelji poput amonita ukazuju na to da su te stijene nastale u periodu kasne krede, prije 74 do 70 milijuna godina. Iako je pronađena u morskim sedimentima, Antarctopelta, kao i svi ankilosauri, nastanjivala je kopno. Ostaci nekih drugih ankilosaura pronađeni su u morskim sedimentima, do čega je vjerojatno došlo kada je lešina završila u moru.
Iako se Antarktika i za vrijeme krede nalazila na području južnog pola, Zemlja je bila mnogo toplija, pa na tom kontinentu nije bilo leda. Životinje kao što je Antarctopelta oliveroi živjele su u zimzelenim ili možda čak listopadnim šumama. Unatoč višim temperaturama, dolaskom zime padala je tama, isto kao i danas na višim geografskim širinama.Antarktički poluotok, uključujući i otok James Ross, u tom su razdoblju bili povezani s Južnom Amerikom, što je omogućavalo razmjenu životinjskih vrsta između ova dva kontinenta. Međutim, nisu pronađeni dokazi da su postojale zajedničke vrste ankilosaura za Antarktiku i Južnu Ameriku.